# Leontochroma aurantiacum
Leontochroma aurantiacum es una polilla de la familia Tortricidae. Se encuentra en Vietnam e India.